# Галісійський хліб

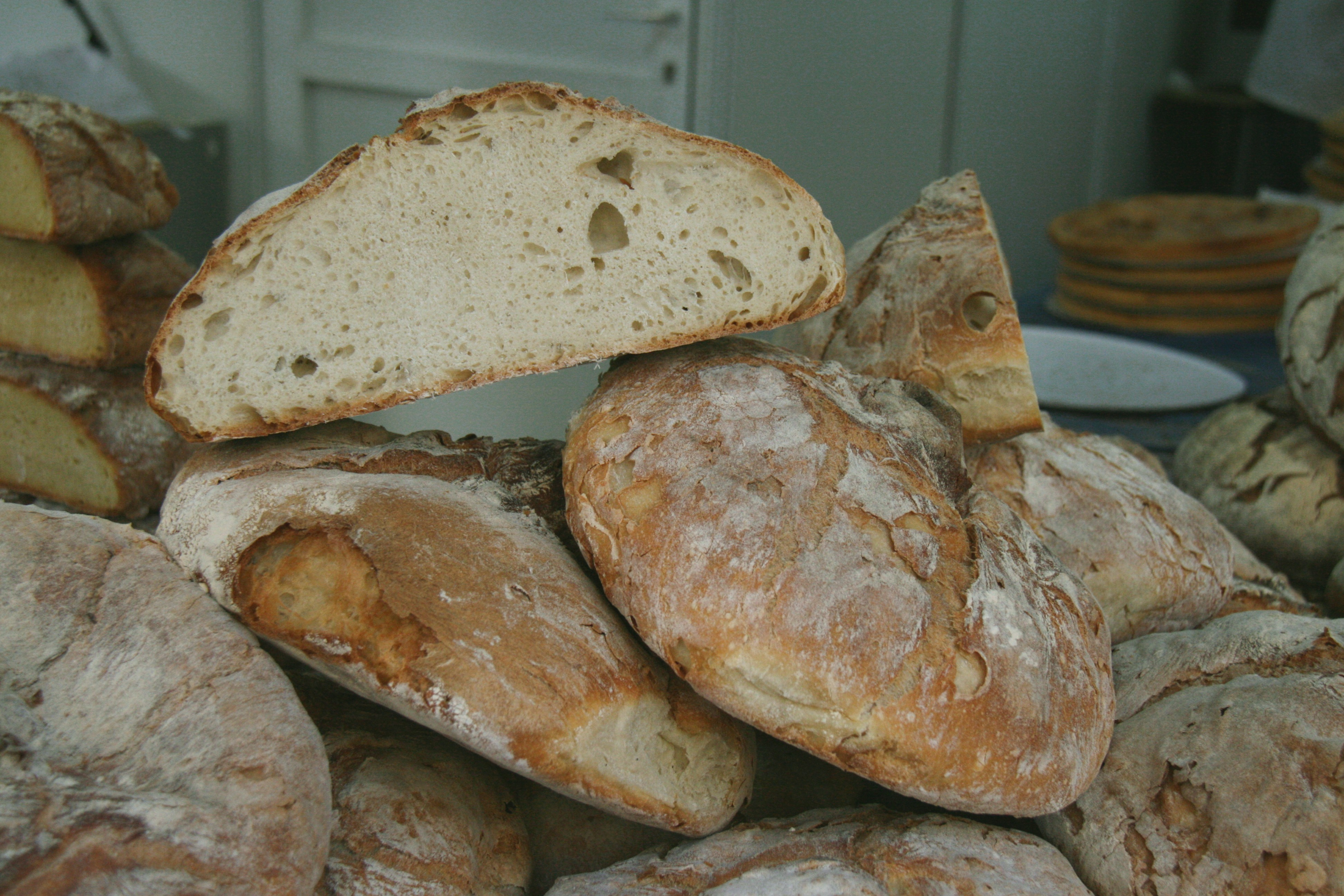
Пшеничний хліб з Галісії

Галісійський хліб (pan galego галісійською, pan gallego іспанською) — хліб, який традиційно виробляється в автономному співтоваристві Галісія, на півночі Іспанії, визнаному як захищене географічне зазначення (PGI) з 20 грудня 2019 року. Він містить м'яке пшеничне борошно з Галісії, яке називається «trigo do país» (сільська пшениця), змішане з завезеним пшеничним борошном, традиційно з Кастилії (Triticum aestivum), на додаток до води, закваски, дріжджів (Saccharomyces cerevisiae) і солі. Характеризується високою гідратацією, що надає їй губчасту м'якушку з рясними нерівними порами та кольором від блідо-кремового до темно-білого. Крім того, завдяки тривалому часу бродіння він має інтенсивний і злегка кислуватий смак. Його скоринка присипана борошном, ароматна, дуже хрустка і від золотистого до темно-коричневого кольору.
Це один із найцінніших сортів хліба в Іспанії завдяки його високій якості.

## Характеристики
Завдяки типу тіста його відносять до категорії panes de flama («хліб з м'якого тіста»). На відміну від більш типового хліба собадо Кастилії та Півдня, галісійський хліб має більш підсмажену скоринку та більше води в тісті. Додавання води здійснюється дуже поступово до досягнення високих відсотків гідратації, іноді до 90 %; тобто на кожні 100 г борошна 90 г води. Отримане тісто виходить дуже рідким і його важко обробити, тому він не підходить для пекарів-початківців.
Час відпочинку попереднього бродіння може становити від 5 до 7 годин. Час відпочинку в блоці тіста, ручне формування та випал на вогнетривкому камені також є факторами, що визначають його органолептичні властивості.

## Дифузія
Галісійський хліб має таку широку територію виробництва, яка охоплює всю Галісію. Однак не весь хліб, вироблений у цьому регіоні, може бути внесений до списку PGI"Галісійський хліб", оскільки він повинен відповідати критеріям виробництва, встановленим законодавством. У 2020 році було підраховано, що лише 10 % жителів Галісії регулярно вживають галісійський хліб.

## Хлібні формати
Різні форми галісійського хліба стандартизовані таким чином:
- Барра становить від 40 до 60 довжиною см і вагою 300 г.
- Бола або торта має сплюснуту та круглу форму та різну вагу 250 або 500 г, 1 кг або навіть більше. Залежно від місця його називають будь-якою назвою, і традиційно їх готують перед боло.
- Боло або фогаза має круглу та неправильну форму, більш-менш таку ж довжину, як і ширина, а зверху вона може бути закінчена своєрідним бантом або нарізкою. Вага коливається від 250 до 500 г, 1 шт кг, 1,5 кг або навіть більше. Є й довші форми.
- Роска має неправильну сплюснуту форму кільця зі змінною вагою 250 або 500 г, 1 кг або навіть більше.